# Fibricium subceraceum
Fibricium subceraceum är en svampart som först beskrevs av Hallenb. och fick sitt nu gällande namn av Bernicchia 1986. Fibricium subceraceum ingår i släktet Fibricium, ordningen Hymenochaetales, klassen Agaricomycetes, divisionen basidiesvampar och riket svampar.   Inga underarter finns listade i Catalogue of Life.